# Кайтэн-дзуси
Кайтэн-дзуси (яп. 回転寿司, дословно вращение + суши), или суши-карусель (яп. くるくる寿司 куру куру суси),
или конвейерный суши-ресторан — тип суши-ресторана, отличающийся наличием ленточного конвейера. Посетители сидят возле конвейера, по которому непрерывно двигаются тарелки с суши, и выбирают понравившиеся.

## Описание
В кайтэн-дзуси столики для посетителей располагаются вдоль конвейера, повторяя его путь. За каждым таким столиком может разместиться один клиент ресторана. Столики для больших компаний установлены перпендикулярно к конвейеру. На каждом столике есть зелёный чай, в пакетиках или порошком в коробке, и кран с кипятком для заварки чая. Кроме чая, там находится гари, маринованный имбирь для суши. Всё это предоставляется бесплатно и без ограничений.
Для выбора блюда достаточно дождаться прохождения тарелки с понравившимся вариантом суши мимо и снять его с конвейера на столик. Перед тарелками с блюдами по конвейеру двигается тарелка, на которой установлена табличка его описанием. Порции, которые долго курсируют по конвейеру убирают через определенное время, чтобы блюда всегда оставались свежими. В последнее время рестораны включают в меню не только суши, но и другие блюда: рамэн, караагэ, сладкие десерты и др. Если нужного блюда (вида суши) не оказалось на конвейере, в зависимости от типа ресторана его можно заказать напрямую у шеф-повара, который находится за конвейером, или сделать заказ с помощью голосового коммуникатора или сенсорной панели. Заказ доставляют на том же конвейере или по экспресс-линии.
Цена каждой порции определяется по цвету тарелки, в которой это блюдо ходит по конвейеру. Как правило, это фиксированный набор цен, например, 150, 200, 500 йен. В некоторых ресторанах все порции имеют одинаковую цену в 100 йен.
Шеф-повара готовят блюда тут же за конвейером на виду посетителей или в отдельном помещении. Для быстрого приготовления большого количества суши могут применяться суши-роботы.
После окончания трапезы служащие ресторана выставляют счёт, пересчитав количество тарелок каждого цвета. Это может делаться вручную; в технически оснащенных ресторанах тарелки опускают в считающую машину или сканируют устройством, реагирующим на микрочипы, прикрепленные к тарелке.

## История
Изобретателем суши-конвейера является Сираиси Ёсиаки, который создал суши-конвейер, чтобы сократить расходы на содержание ресторана. На изобретение Сираиси вдохновила автоматическая конвейерная линия розлива пива, на разработку первого конвейера ушло 5 лет. В 1958 году Сираиси открыл первый в мире кайтэн-дзуси под названием «Мавару Гэнроку Суси».
Первый бум на кайтэн-дзуси возник после всемирной выставки Expo '70 в Осаке, на которой демонстрировался суши-конвейер. После этого конвейерные суши-рестораны переживали еще несколько волн популярности в 1980-х и 1990-х и распространились по всему миру.